# Half the World Away (canción de Antony Costa)
«Half The World Away» es el segundo sencillo del primer disco en solitario de Antony Costa, excomponente del grupo masculino Blue.

## Sencillo
"Half The World Away" fue publicado vía Polydor sólo en Asia. El 26 de marzo de 2007 fue publicado en China, Japón e Israel, y una semana después, en Malasia, Filipinas, Singapur e Indonesia.
El sencillo fue todo un éxito en las listas de ventas de estos países asiáticos, vendiendo más de 400 000 sencillos en total. El sencillo vino a ser la promoción de su disco "Heart Full Of Soul", publicado el 16 de abril en toda Asia.

## Canciones
CD 1
1. «Half The World Away» [Radio Edit]
2. «Never Too Late»
3. «Half The World Away» [Vocal Mix]
4. «Half The World Away» [VideoClip]

CD 2
1. «Half The World Away» [Radio Edit]
2. «Never Too Late»
3. «Straight To My Heart»
4. «Half The World Away» [VideoClip]

## Posicionamiento
| Listas (2007)                | Posición |
| ---------------------------- | -------- |
| Israel Singles Chart         | 4        |
| China Top 100 Singles        | 2        |
| Japan ORICON Top 100 Singles | 3        |
| Singapore Top 50 Singles     | 2        |
| Malaysia Top 20 Singles      | 1        |
| Indonesian Top 20 Singles    | 1        |
| Filipinas Top 20 Singles     | 1        |

- Datos: Q5891431